# Wimbledon (film)
Wimbledon is een romantische komedie uit 2004 onder regie van Richard Loncraine.

## Verhaal
Peter Colt (Paul Bettany) krijgt als laaggeklasseerde tennisser een wildcard voor het tennistoernooi van Wimbledon. Hij is een dertiger en lijkt aan het einde van zijn carrière te staan. Wanneer hij voor het toernooi begint de Amerikaanse rijzende sterspeelster Lizzie Bradbury (Kirsten Dunst) ontmoet wordt hij verliefd op haar. Zijn gevoelens helpen hem vervolgens van de ene ronde naar de andere, telkens favoriete en geplaatste spelers uitschakelend. De verliefdheid brengt Lizzie daarentegen geen geluk. Zij verliest haar concentratie erdoor en wordt uitgeschakeld. Colt haalt de finale, waarin hij tegenover zijn aartsrivaal Jake Hammond (Austin Nichols) staat. Na een regenpauze herpakt hij zichzelf en wint de finale en hiermee ook Wimbledon.
Colt en Bradbury trouwen en krijgen twee kinderen. Zij wint daarna toch tweemaal Wimbledon en de US Open.

## Rolverdeling
- Kirsten Dunst - Lizzie Bradbury
- Paul Bettany - Peter Colt
- Sam Neill - Dennis Bradbury
- Jon Favreau -  Ron Roth
- Bernard Hill - Edward Colt
- Eleanor Bron - Augusta Colt
- Nikolaj Coster-Waldau - Dieter Prohl
- Austin Nichols - Jake Hammond
- Robert Lindsay - Ian Frazier
- James McAvoy - Carl Colt

## Achtergronden
- Voor de film zijn er opnames gemaakt op het echte Wimbledon tijdens de kampioenschappen van 2003. Hierdoor zijn er echte toeschouwers en autoriteiten te zien in plaats van figuranten. De opnames van de finale zijn hierbij zelfs gemaakt op het Centre Court.
- Hugh Grant was oorspronkelijk gekozen als hoofdrolspeler.